# 獄火重生
《獄火重生》（英語：In Hell）是一部2003年美國監獄動作片，由香港導演林嶺東執導，尚-克勞德·范·達美和勞倫斯·泰勒領銜主演。故事描述凱爾·勒布朗（Kyle LeBlanc）在俄羅斯殺死了殺害自己妻子的人後，被法庭判處無期徒刑，並在入獄後漸漸地開始迷失自我。該片為范·達美與林嶺東的第三次合作的電影，同時也是最後一次。
《獄火重生》2003年11月25日以DVD首映的方式在美國發行，並獲得褒貶不一的評價。

## 劇情
凱爾·勒布朗是個在俄羅斯馬格尼托哥爾斯克工作的美國人。當他聽到電話中的妻子被襲擊時，凱爾急忙趕回家，但為時已晚，他的妻子葛蕾已遭殺害。殺害他妻子的塞爾吉奧·科維奇買通了法官，因此被判定缺乏證據而無罪。失去理性的凱爾在法院殺死了科維奇；為此，他被判處無期徒刑。他很快與囚犯比利·庫柏及馬拉凱成為朋友。比利是一名21歲的美國人，並在獄警的協助下遭到監獄囚犯的不斷地強姦和毆打，而馬拉凱則是名坐著輪椅的囚犯，同時也是典獄長在獄中的眼線，使他對獄中的情況瞭若指掌。
在與一名囚犯發生爭吵之後，凱爾將對方當成科維奇來挑釁他，這讓凱爾被單獨監禁。之後，他被轉移到與囚犯451同間的牢房，451曾殺了與自己同房的三個囚犯，而典獄長相信他會對凱爾做同樣的事。但隨著時間的推進，他們開始相互信任。
經營監獄的將軍會透過押注他的有組織囚犯之間的搏鬥來賺錢。在野蠻殺害長期找他麻煩的囚犯後，實力獲得將軍和典獄長認可的凱爾不斷被迫進行更多的搏鬥，但這也讓凱爾開始漸漸地失去自我。451有一次質問他：「你甚至不知道你是誰？可能再不會。」與此同時，比利多次嘗試逃離監獄，首先是在外面的勞動，再來是在俄羅斯獨立日慶祝活動中偷偷溜走；後者因他被馬拉凱背叛而失敗，馬拉凱因為需要特殊藥物而向典獄長告密。451發現後，為了報復而用火將馬拉凱燒死。
某天晚上，比利在與囚犯凡亞被關在一間牢房裡過夜後，比利朝對方的臉上吐口水，使凡亞失手將他打死。在比利死前向凱爾表示：「別讓他們使你成為你不是的東西。」凱爾現在知道他必須打另一場搏鬥，以爭取內心的平靜，好找回過去的自己。凱爾拒絕在下一場搏鬥中與凡亞交手，這使他的雙臂懸掛被掛在外頭讓所有人都能看到。但當看見凱爾的勇氣和他在懲罰期間保持的強大耐力後，其他囚犯開始效仿拒絕參加搏鬥。凱爾很快地被釋放並被迫與米洛克進行搏鬥，對方是個體格龐大的囚犯且與其他囚犯分開，凱爾在他單獨監禁期間曾一直聽到他從牆上聽到的聲音。在搏鬥中，凱爾反覆敲門，讓米洛克認出了他，因為這是他唯一的交流方式（米洛克並不會說話），並擁抱了當作朋友的凱爾。之後，兩人在監獄引起騷動而讓囚犯們開始竄逃，米洛克則在過程中被典獄長槍殺。
不久後，451給了凱爾證據，證明他計劃向美國政府揭露過去20年來在該監獄發生的所有謀殺和腐敗事件。騷動後，全囚犯們被關禁閉兩週，而451則向凱爾透露下一步計劃。凱爾參加了最後一場搏鬥並在當中擊敗了凡亞，但他被帶到車庫，以準備被送往刑場處決。451發動攻擊並殺死其中一人，而凱爾則在取得鑰匙解放自己之後，將典獄長壓在車下。凱爾穿著獄警服偽裝自己並開走了一輛車，而451留下來暗殺了腐敗的將軍。451最後的下場未知，但凱爾成功回到美國並暴露了監獄的罪行。三個月後，該監獄被關閉。

## 演員
- 尚-克勞德·范·達美飾演凱爾·勒布朗（Kyle LeBlanc）
- 勞倫斯·泰勒（英语：Lawrence Taylor）飾演囚犯451
- 瑪妮·艾爾頓（英语：Marnie Alton）飾演葛蕾·勒布朗（Grey LeBlanc）
- 洛伊德·巴帝斯塔（英语：Lloyd Battista）飾演赫魯雪夫將軍（General Hruschov）
- 艾倫·大衛森（Alan Davidson）飾演馬拉凱（Malakai）
- 克里斯·莫伊爾（Chris Moir）飾演比利·庫柏（Billy Cooper）
- 麥可·貝利·史密斯（英语：Michael Bailey Smith）飾演凡亞（Valya）
- 卡洛斯·哥梅斯（英语：Carlos Gómez (actor)）飾演托利克（Tolik）

## 發行
在美國，哥倫比亞三星家庭娛樂將《獄火重生》定於2003年11月25日以DVD首映的方式發行。

## 外部連結
- 互联网电影数据库（IMDb）上《獄火重生》的资料（英文）
- AllMovie上《獄火重生》的资料（英文）
- 爛番茄上《獄火重生》的資料（英文）